# Le Portier
Le Portier, également désigné Anse du Portier ou Mareterra, est le dixième et dernier quartier de Monaco, inauguré le 4 décembre 2024. Il est situé dans le quartier historique de Monte-Carlo.

## Localisation

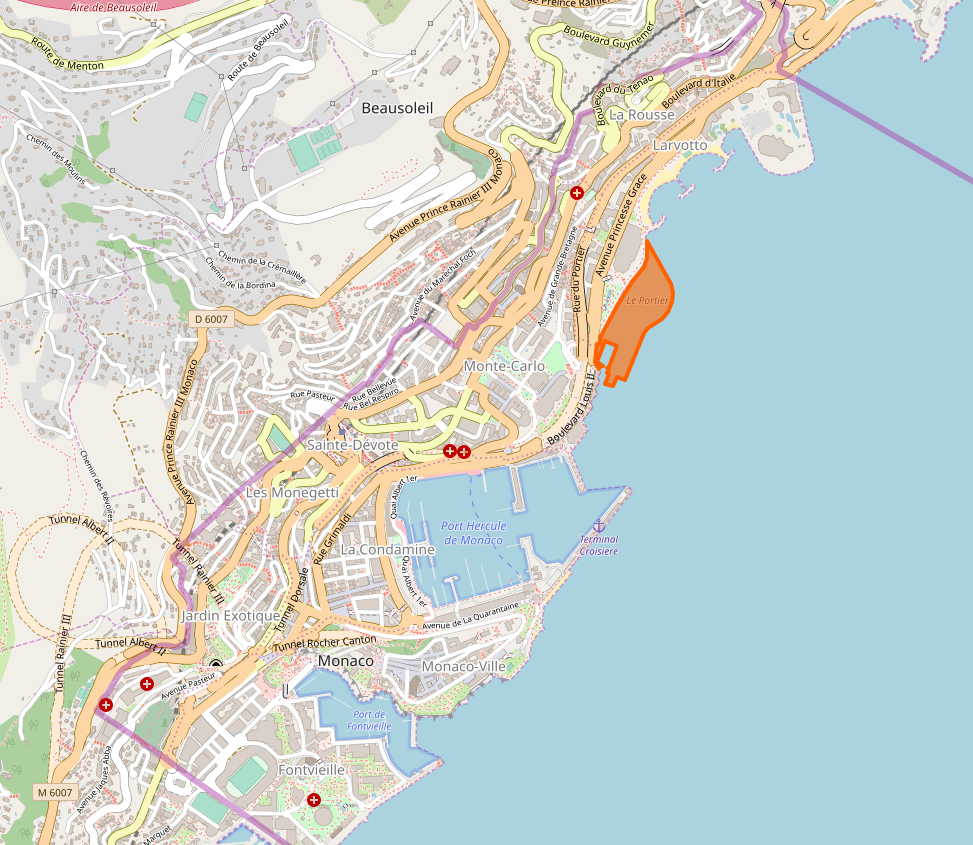
Localisation du nouveau quartier Le Portier (en orange).

Tout comme d'autres quartiers de Monaco créés auparavant pour étendre la superficie du pays, notamment celui de Fontvieille, il s'agit d'un terre-plein de six hectares gagnés sur la mer entre la contre-jetée du port Hercule et le Grimaldi Forum, le long de l'avenue Princesse-Grace, devenant ainsi une partie du quartier historique de Monte-Carlo, et frontalier du quartier ordonnancé du Larvotto.

## Construction

### Déroulement et inauguration
La livraison des premiers bâtiments était prévue pour 2015. La zone du futur quartier, dont la construction a pris beaucoup de retard, a été interdite à la navigation à la pêche et à la baignade en 2017, seuls les navires et plongeurs nécessaires au chantier peuvent y accéder.
Le 18 juillet 2019, un 17e caisson de béton imbriqué est mis en place et ferme la ceinture délimitant l’extension en mer, modifiant ainsi concrètement les frontières physiques de Monaco et augmentant sa superficie de 3 %,. Le 16 décembre suivant, la réalisation du terre-plein de six hectares est terminée.
Il devait initialement être finalisé en 2025, mais le promoteur déclare en novembre 2023 que compte tenu de l’avancée du chantier, la livraison est finalement prévue pour la fin de 2024,,. Le coût de cette construction dépasse les deux milliards d'euros,.
Le nouveau quartier monégasque est officiellement inauguré le 4 décembre 2024 par le prince souverain Albert II et son épouse la princesse Charlene,,.

### Galerie

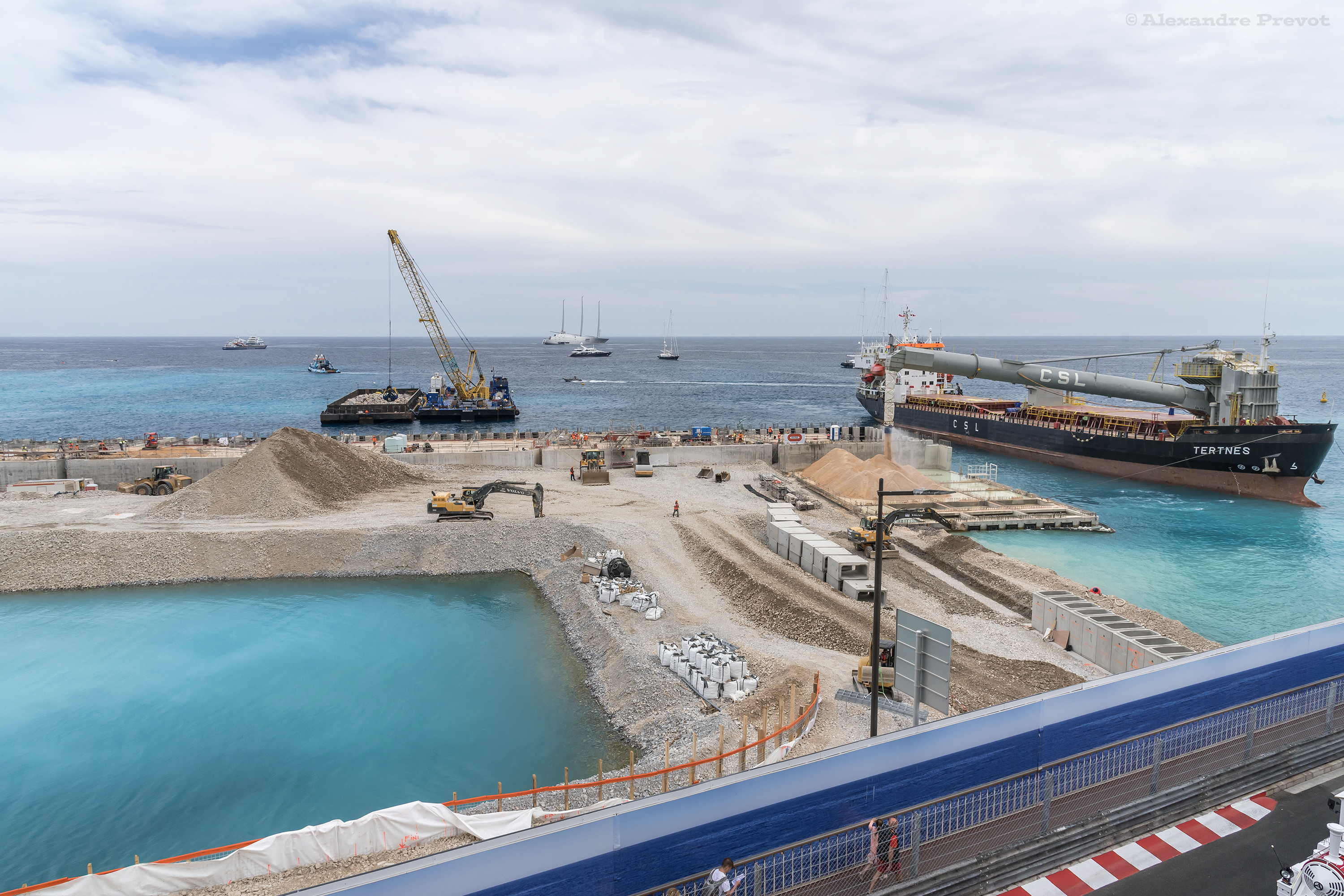
Mai 2019.
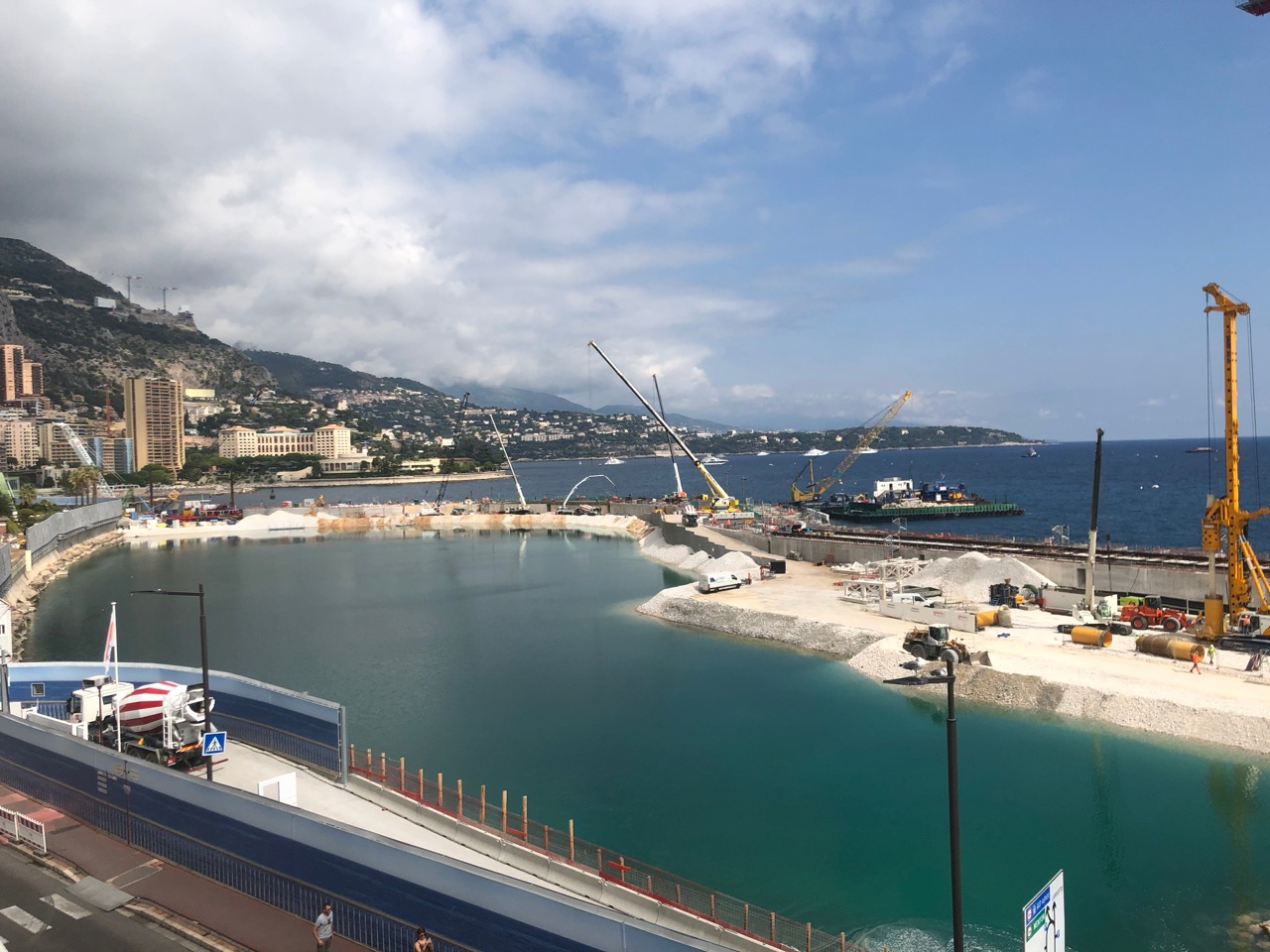
Septembre 2019.
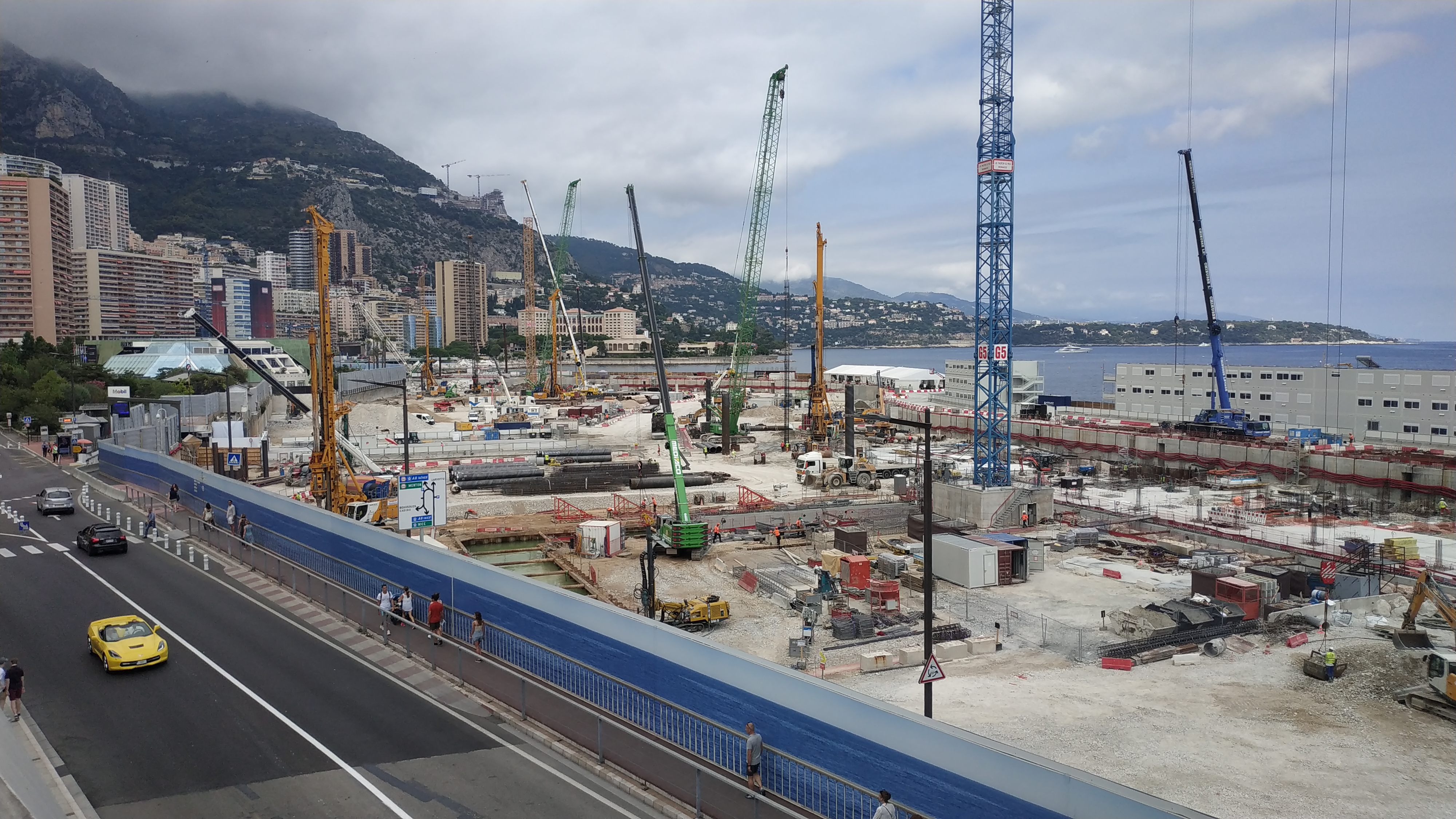
Juillet 2020.
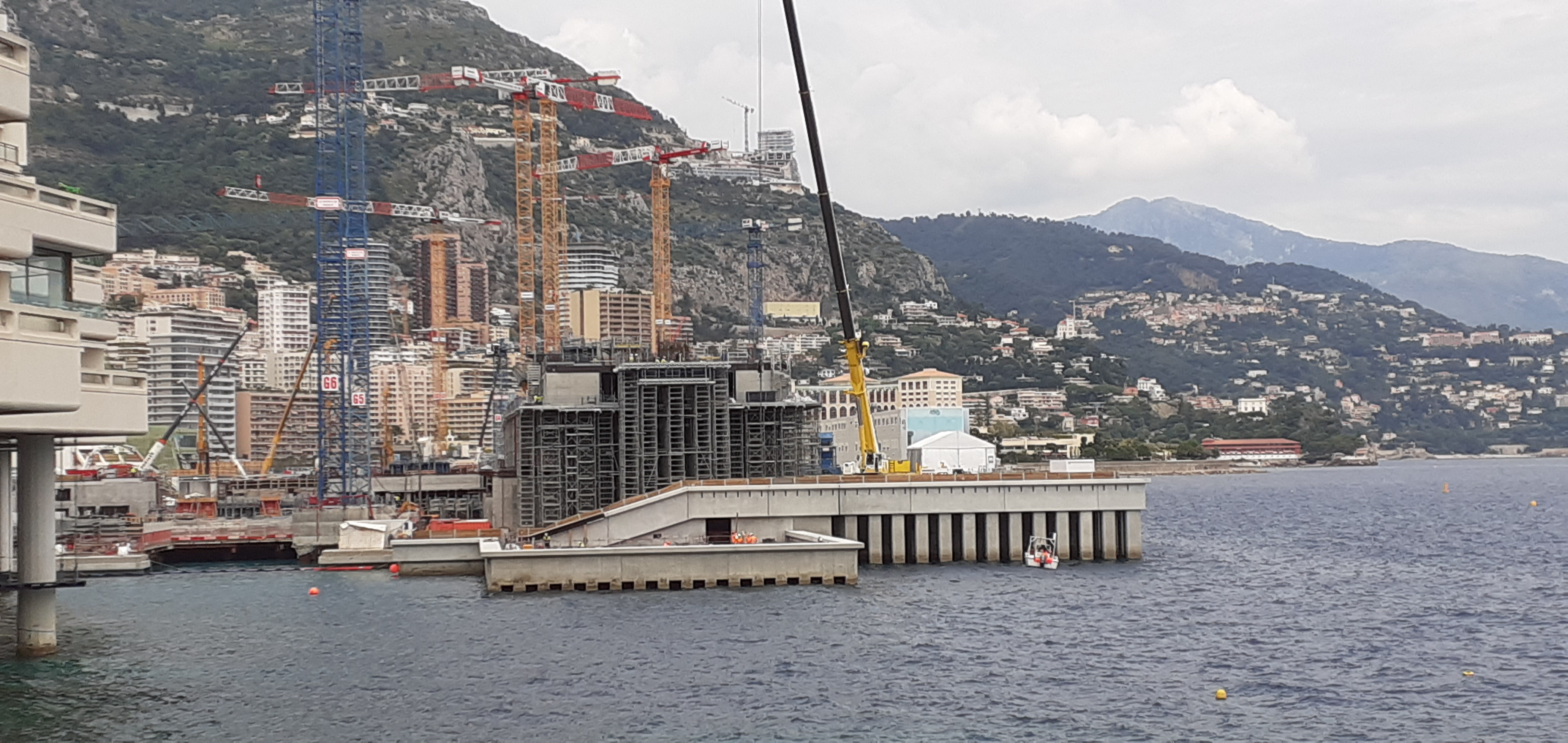
Juin 2021.
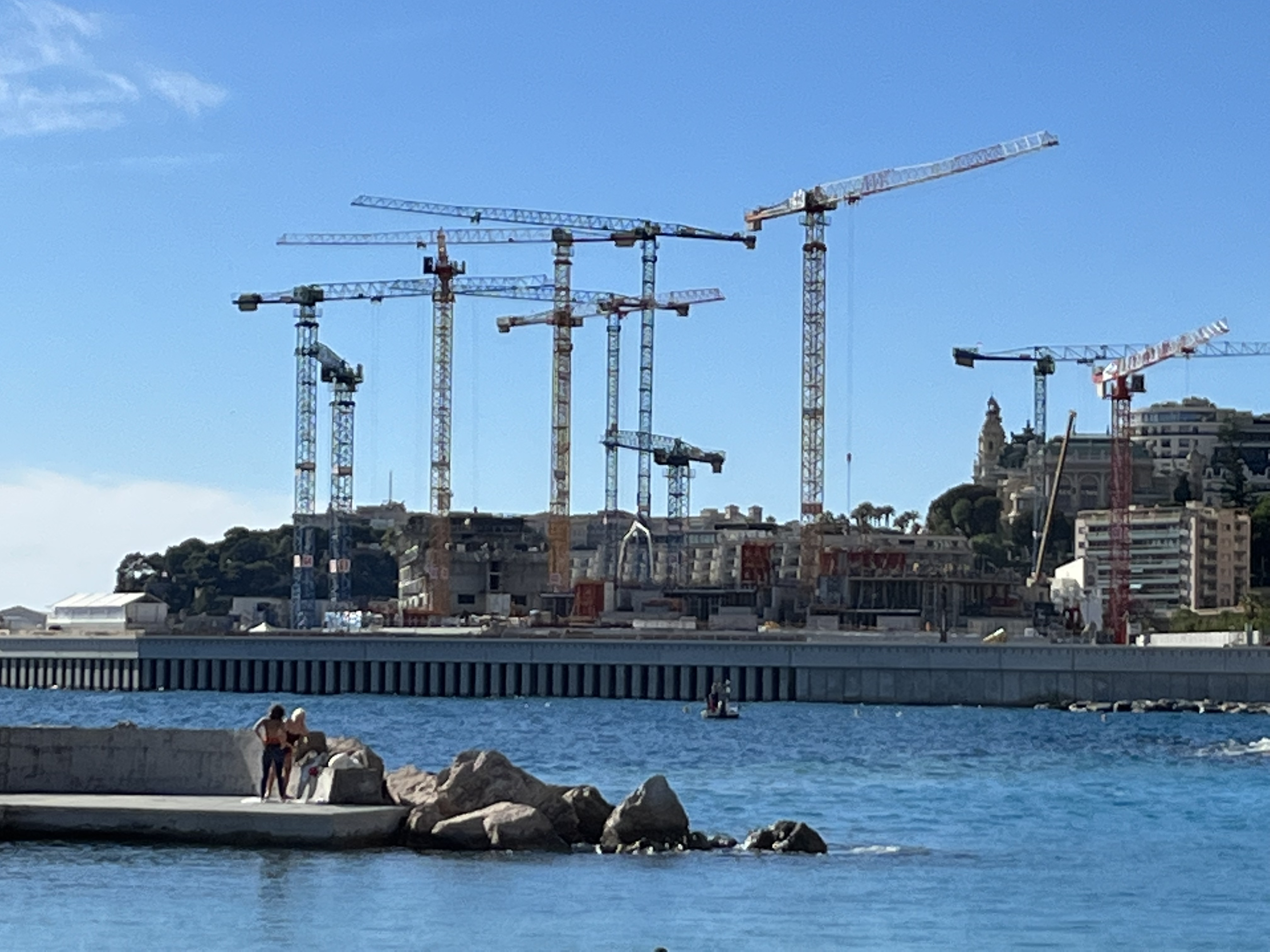
Novembre 2021.
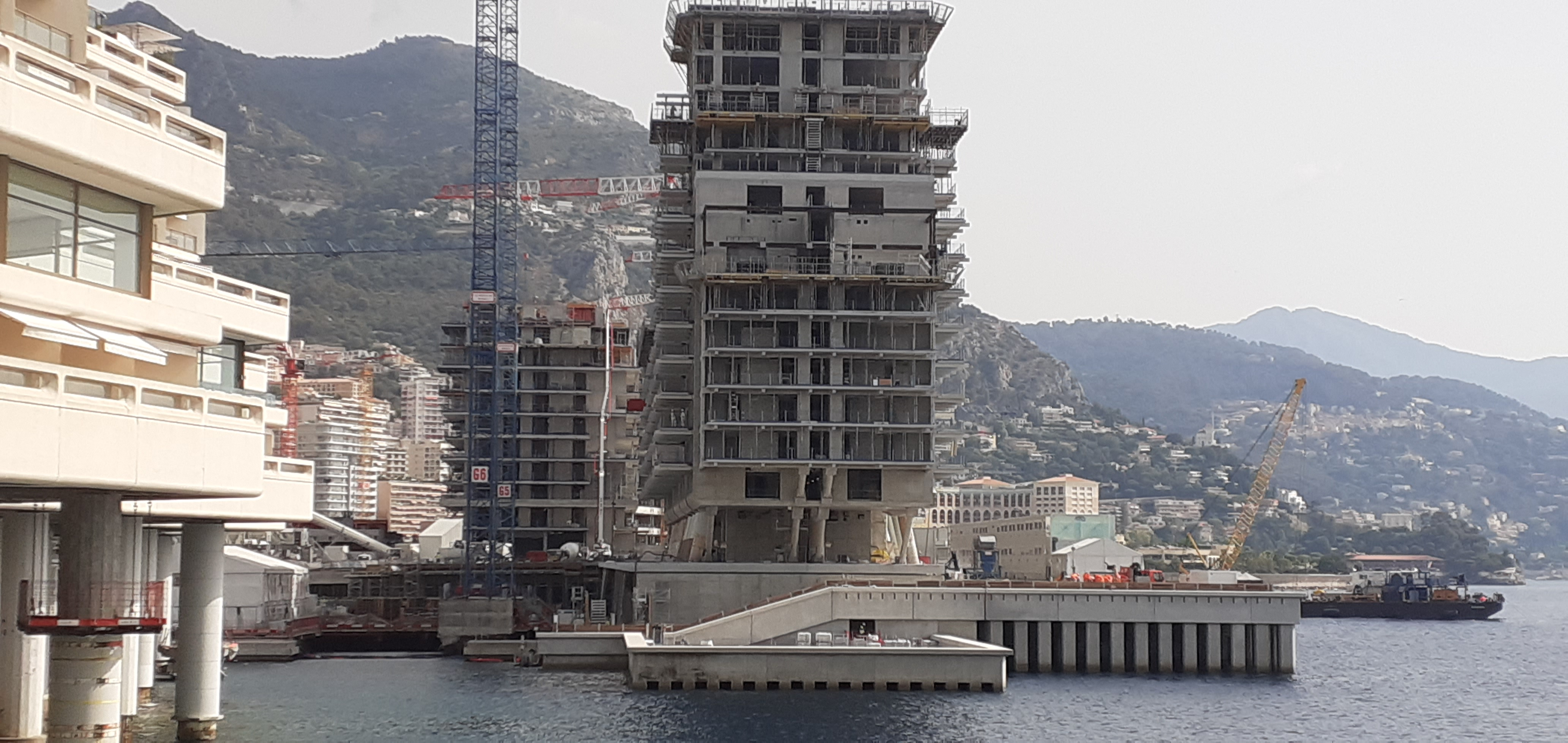
Juin 2022.
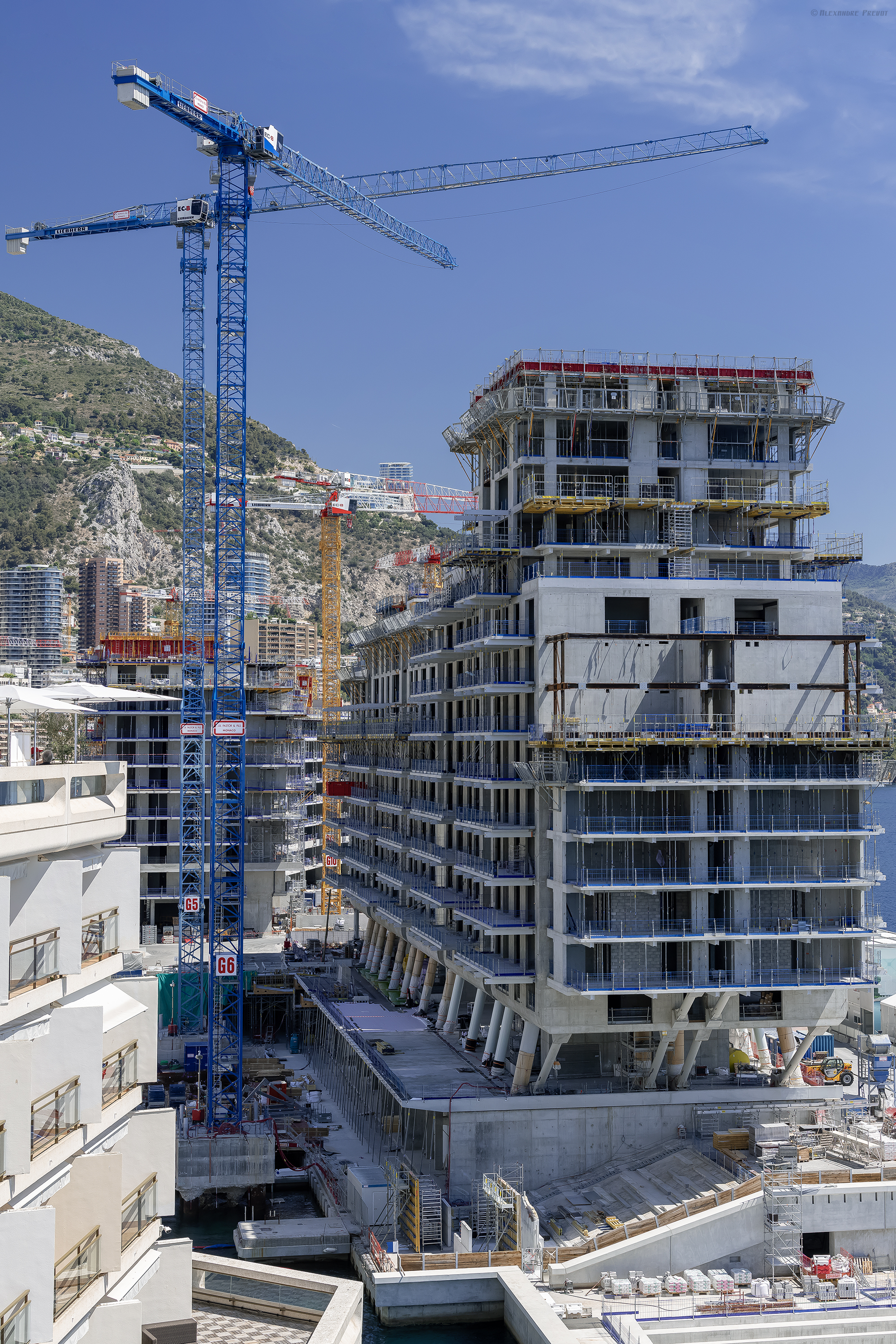
Juin 2022.
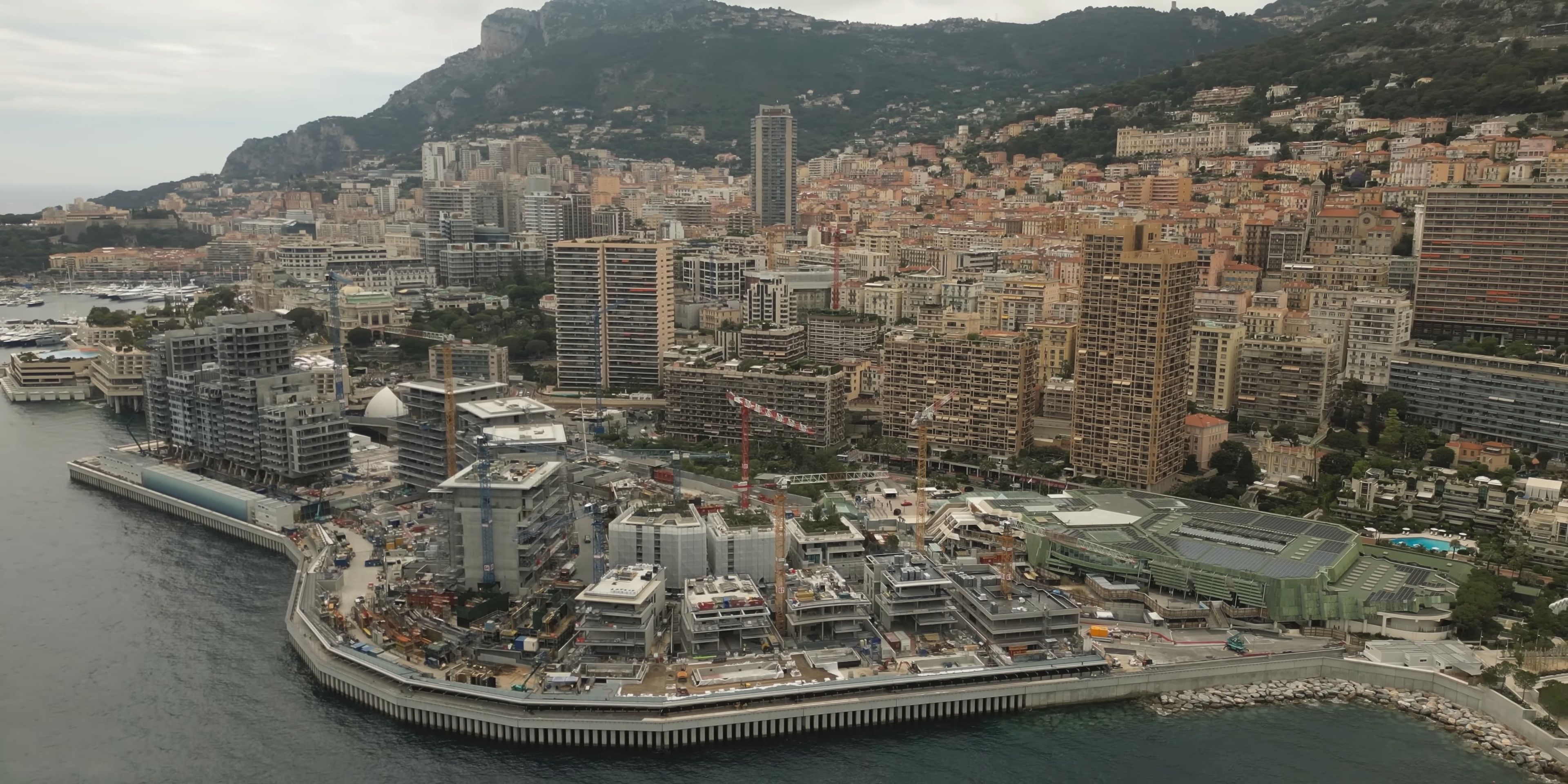
Juillet 2023.
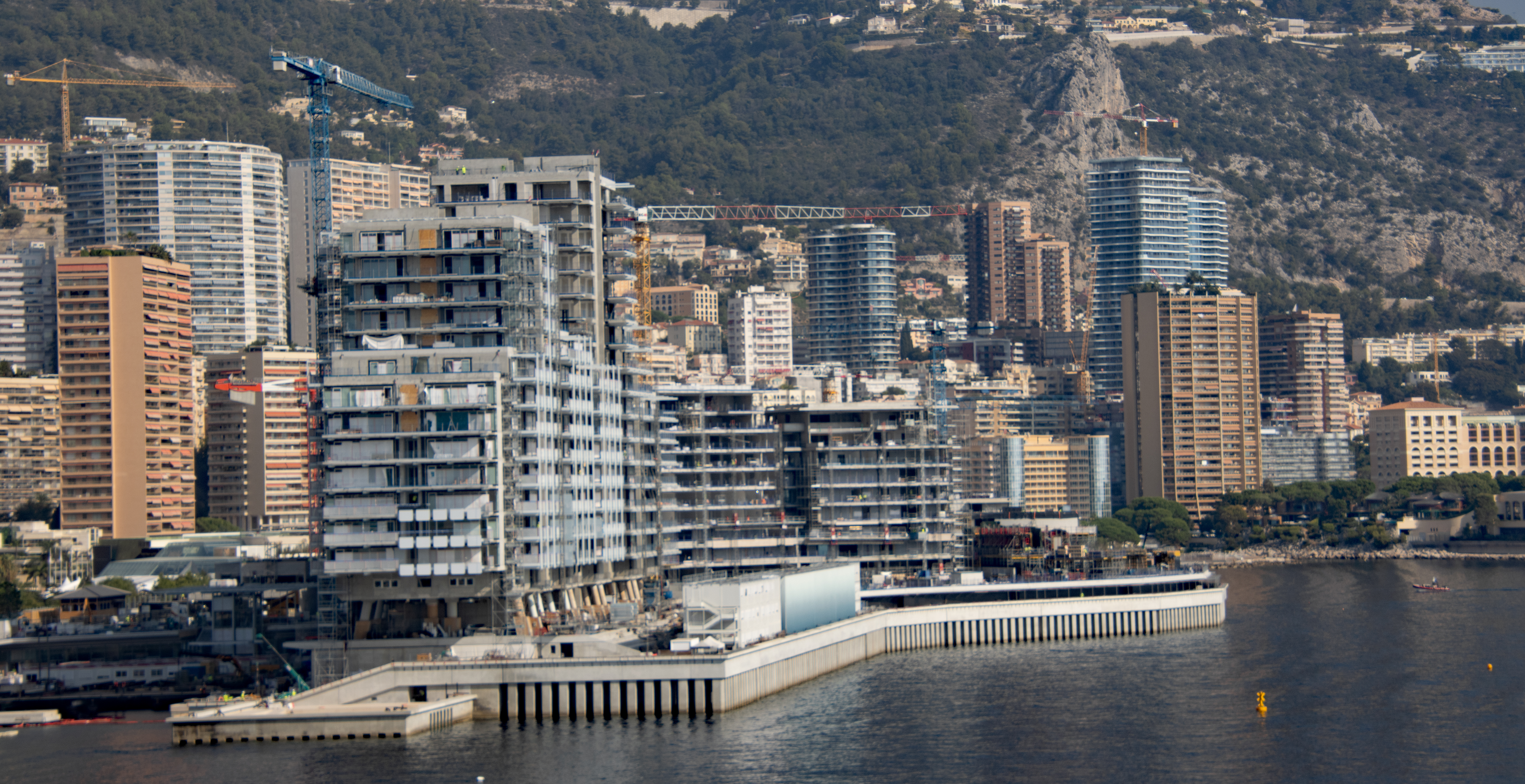
Octobre 2023.
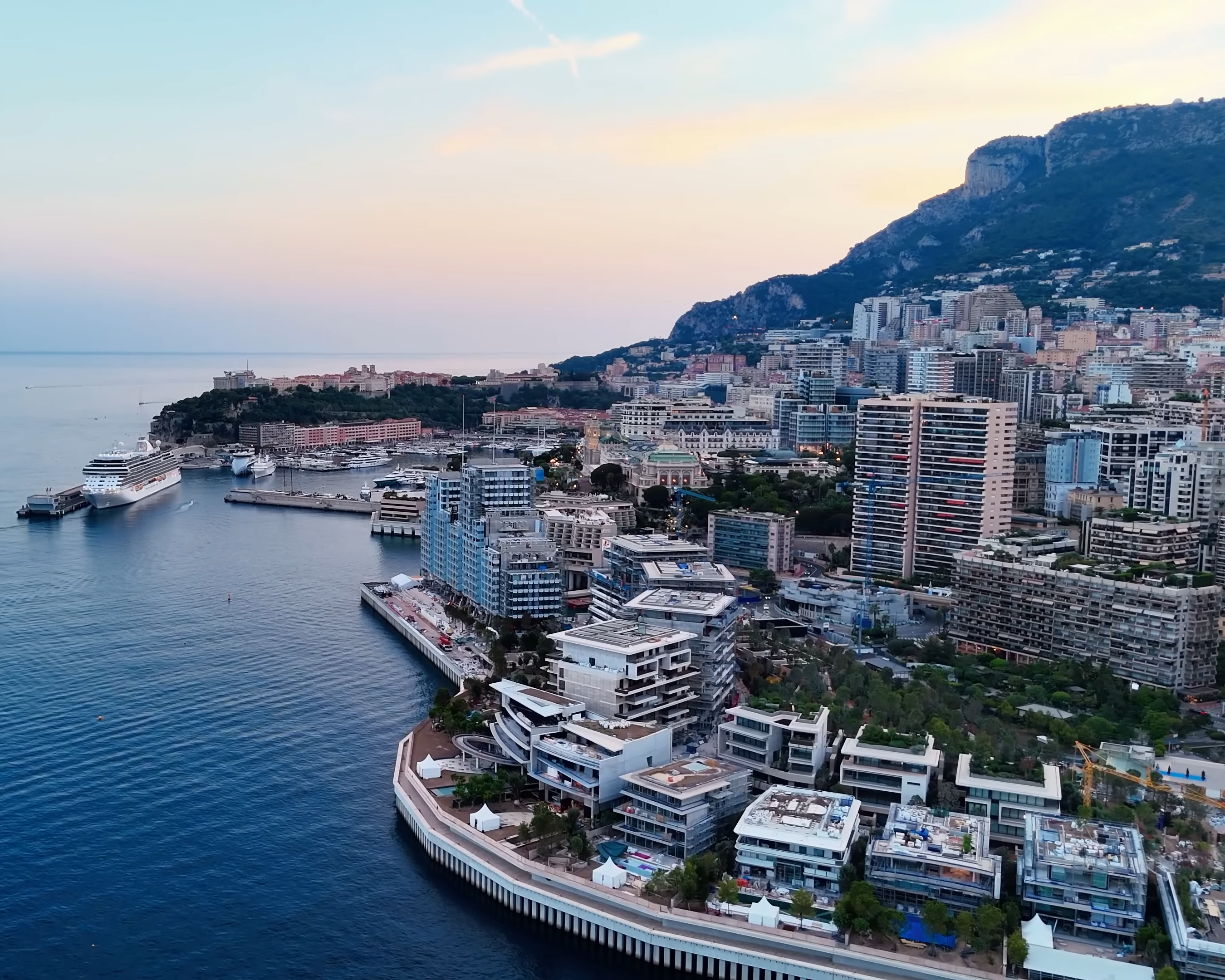
Septembre 2024.

## Caractéristiques

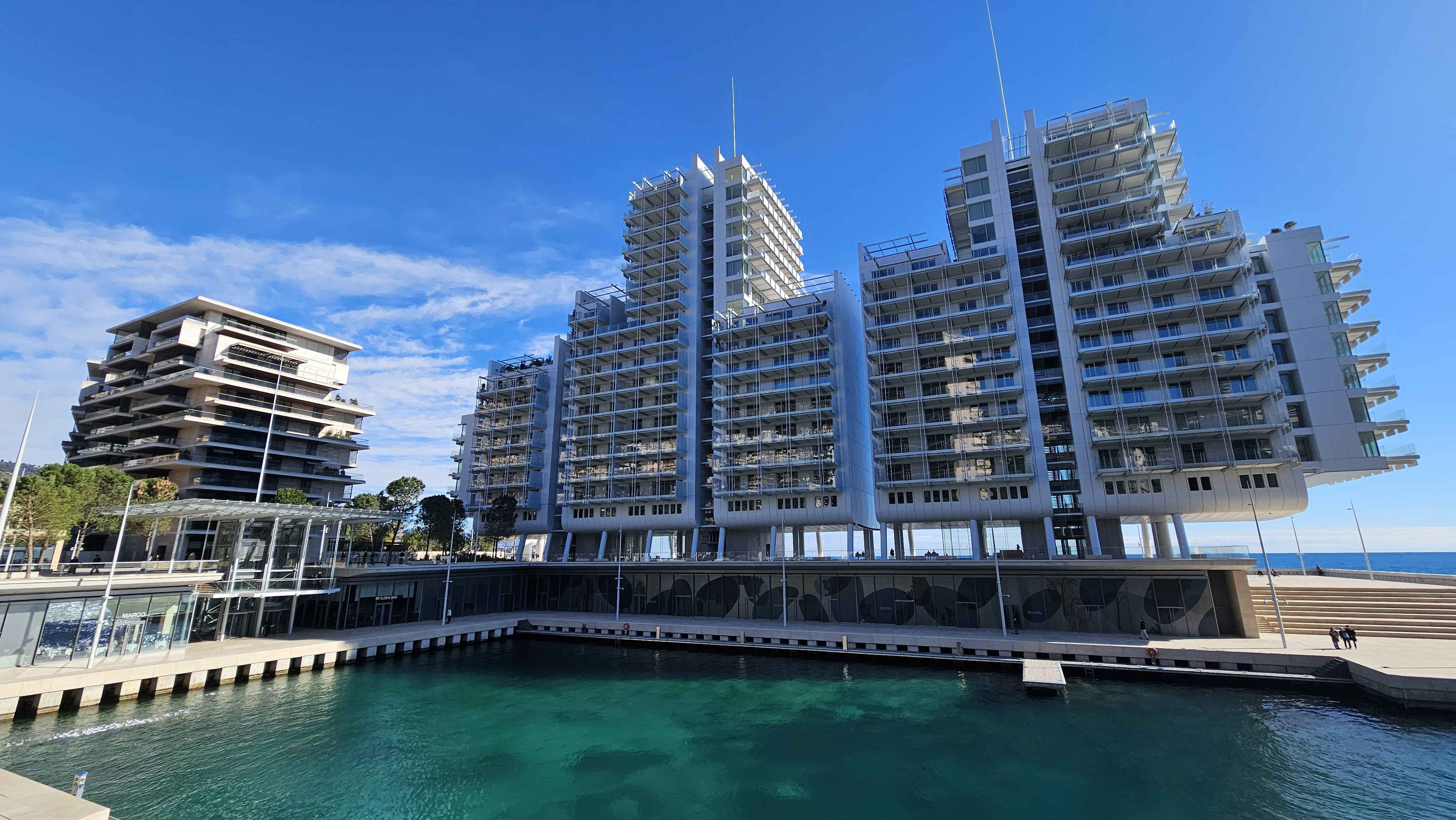
Le port de plaisance en 2025.

Présenté et promu comme un écoquartier, Mareterra comporte 124 logements de luxe, soit 110 appartements de standing dont des penthouses, dix villas et quatre maisons de ville. Il est entièrement piétonnier avec trois hectares d’espaces publics et accueille des boutiques, restaurants, espaces verts avec un parc d'un hectare, une extension du Grimaldi Forum, une promenade littorale d'une longueur de 500 mètres, un parking, un port de plaisance de 16 anneaux, ainsi qu'une piscine naturelle,. Il est cependant décrié pour son impact environnemental par certaines associations, notamment sur la biodiversité marine, en raison de la suppression de fonds marins nécessaire à la construction de cette extension.